# Скрученно удлинённая пятискатная ротонда
Скру́ченно удлинённая пятиска́тная рото́нда — один из многогранников Джонсона (J25, по Залгаллеру — М9+А10).
Составлена из 37 граней: 30 правильных треугольников, 6 правильных пятиугольников и 1 правильного десятиугольника. Десятиугольная грань окружена десятью треугольными; каждая пятиугольная грань окружена пятью треугольными; среди треугольных граней 10 окружены десятиугольной и двумя треугольными, 5 — тремя пятиугольными, 5 — двумя пятиугольными и треугольной, 5 — пятиугольной и двумя треугольными, остальные 5 — тремя треугольными.
Имеет 65 рёбер одинаковой длины. 10 рёбер располагаются между десятиугольной и треугольной гранями, 30 рёбер — между пятиугольной и треугольной, остальные 25 — между двумя треугольными.
У скрученно удлинённой пятискатной ротонды 30 вершин. В 10 вершинах сходятся десятиугольная и три треугольных грани; в 10 вершинах — две пятиугольных и две треугольных; в остальных 10 — пятиугольная и четыре треугольных.
Скрученно удлинённую пятискатную ротонду можно получить из двух многогранников — пятискатной ротонды (J6) и правильной десятиугольной антипризмы, все рёбра у которой равны, — приложив их друг к другу десятиугольными гранями.

## Метрические характеристики
Если скрученно удлинённая пятискатная ротонда имеет ребро длины {\displaystyle a}, её площадь поверхности и объём выражаются как
{\displaystyle S={\frac {1}{2}}\left(15{\sqrt {3}}+\left(5+3{\sqrt {5}}\right){\sqrt {5+2{\sqrt {5}}}}\right)a^{2}\approx 31{,}0074543a^{2},}
{\displaystyle V={\frac {1}{12}}\left(45+17{\sqrt {5}}+10{\sqrt {2\left({\sqrt {650+290{\sqrt {5}}}}-{\sqrt {5}}-1\right)}}\;\right)a^{3}\approx 13{,}6670508a^{3}.}